# 倫圖伊山 (瓦里區)
9°18′37″S 77°11′28″W / 9.31028°S 77.19111°W
倫圖伊山（Runtuy），是秘魯的山峰，位於該國北部安卡什大區，由瓦里省的瓦里區負責管轄，屬於布蘭卡山脈的一部分，該山峰海拔高度4,000米。